# Ahvionkoski
Les rapides d'Ahvio ou Ahvionkoski sont des rapide du fleuve Kymijoki situés entre les villages d'Ahvio de Kouvola et d'Huruksela à  Kotka en Finlande. 

## Description
Ahvionkoski est une zone de rapides à écoulement libre de 1,2 kilomètre de long. 
Ahvionkoski est protégée par la loi sur la protection des rapides et appartient à la zone Natura 2000 (FI0401001) du Kymijoki.
Dans la zone d'Ahvionkoski, le fleuve Kymijoki s'élargit en un ensemble plusieurs centaines de mètres de large avec 12 îles.
Le dénivelé des rapides d'Ahvio est d'environ 2,5 m sur tout le parcours.
La zone des rapides commence au Kuovinkallio dans le village d'Ahvio, où le fleuve se divise en trois bras plus petits.
Le chenal principal creusé dans les années 1930 traverse l'ile Päijänteensaari et poursuit sa course en ligne droite jusqu'à Martinkoski, qui est le plus grand rapide des Ahvionkoski (koskiluokitus I-II).
Les chenaux plus étroits traversent Päijänteenkoski à l'est et Kuovinkoski à l'ouest. 
La zone d'Ahvionkoski se termine à Martinkoski et Kotokoski (hauteur de chute 1,9 m), d'où part un tronçon de rivière à courant faible de 3 kilomètres de long jusqu'aux Kultaankosket.